# 지역폭격

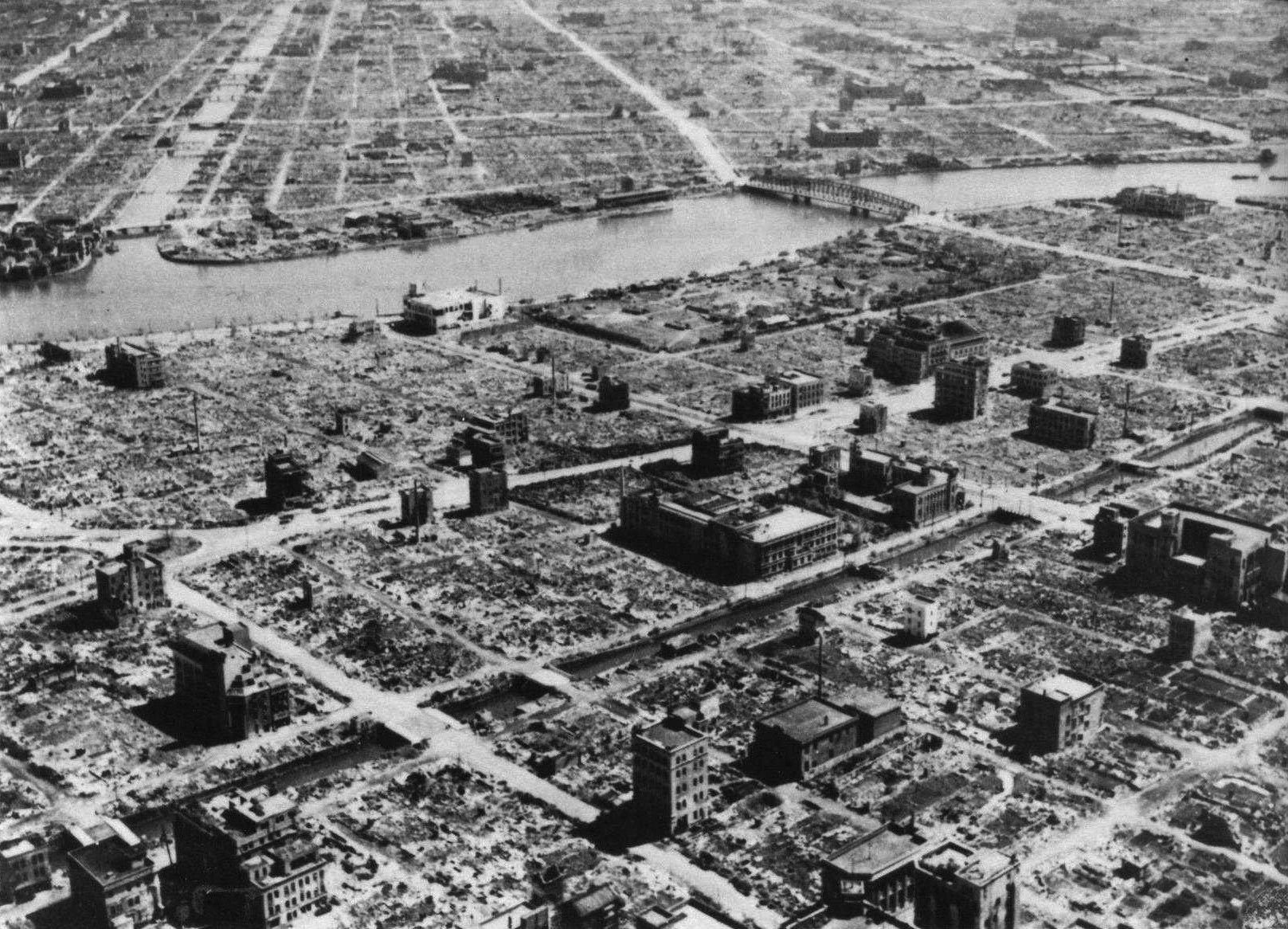
일본 제국 도쿄의 주택가는 1945년 3월 9일에서 10일 사이 미국 육군 항공대의 대규모 소이공습으로 완전 파괴되었는데, 이 도쿄 대공습은 역사상 가장 파괴적인 단일 공습이다. 제2차 세계 대전 기간 도쿄는 대공습으로 산업력이 절반으로 줄어들었다.

지역폭격(地域爆擊, 영어: area bombardment, area bombing)은 군사항공 분야에서 폭탄을 목표물의 전반적인 지역 전체에다 투하하는 공습의 일종이다. "지역폭격"이라는 단어는 제2차 세계 대전 시기 강조되어 쓰이기 시작했다.
지역폭격은 전략폭격의 일종이다. 폭격으로 군사 자재 생산을 방해하고 통신망을 파괴하며, 적군의 민수, 군수 산업 능력을 전장에서 방공 능력과 인프라 복구에 치중하게 만들며 적군의 사기로 떨어뜨린다.
융단폭격이나 집중폭격, "말살적 폭격" 같은 단어는 목표 지역의 모든 지역에 폭탄을 터뜨려 완전히 파괴하는 것을 목표로 하는 지역폭격을 말한다.
지역폭격은 정밀폭격(精密爆擊, precision bombing)과 대조된다. 정밀폭격의 경우 특정한 하나의 목표물만을 향한 폭격이며 광역적인 피해를 노리는 폭격이 아니다.

## 같이 보기
- 공습과 국제법
- 도시폭격
- 전략폭격의 민간인 사상자
- 화염폭풍
- 고고도 폭격
- 전술폭격(戰術爆擊, tactical bombing)